# Philip Wenman (6e vicomte Wenman)
Philip Wenman, 6e vicomte Wenman (23 novembre 1719 - 16 août 1760), est un propriétaire britannique et un homme politique.

## Biographie
Il est le fils aîné de Richard Wenman, 5e vicomte Wenman, et de Susanna, fille de Seymour Wroughton, de Heskett. Il succède à son père comme vicomte en 1729, à l'âge de onze ans. C'est une pairie irlandaise qui ne lui permet pas de siéger à la Chambre des lords anglaise.
Il fait ses études à la Free School de John Roysse à Abingdon (aujourd'hui l'école Abingdon) de 1731 à 1737. Il est délégué du club OA en 1744.
En 1749, il est élu à la Chambre des communes pour la ville d'Oxford, poste qu'il occupe jusqu'en 1754. Il est ensuite réélu en tant que conservateur pour l'Oxfordshire lors d'une élection âprement disputée. Cependant, il y a une contestation et en avril 1755, Thomas Parker (3e comte de Macclesfield) et Edward Turner (2e baronnet), des Whigs, sont déclarés élus contre Wenman et James Dashwood.
Lord Wenman épouse Sophia, fille aînée et cohéritière de James Herbert, de Tythorpe, Oxfordshire, en 1741. Ils ont quatre fils et trois filles. Il meurt en août 1760, à l'âge de 40 ans. Son fils aîné, Philip, lui succède comme vicomte. Leur deuxième fils est Thomas Wenman.